# Cá chó phương nam
Cá chó phương nam (tên khoa học: Esox flaviae) là một loài cá nước ngọt có môi trường sống hạn chế ở vùng nước ngọt Nam Âu. Như cá chó phương bắc, cá chó phương nam là một loài cực kỳ quan trọng cho nghề cá giải trí và thương mại, và vai trò của nó như là động vật ăn thịt hàng đầu trong các hệ sinh thái nước ngọt.
Loài này được miêu tả khoa học bởi hai nhóm nghiên cứu độc lập. Miêu tả của Bianco & Delmastro được công bố sớm hơn, vì vậy được thừa nhận, trong khi miêu tả của Lucentini, Esox flaviae, được xem là đồng nghĩa. Họ kiểm tra rõ ràng giả thuyết rằng những kiểu hình khác nhau của cá chó, bị cô lập về mặt địa lý ở châu Âu, có thể đại diện cho hai thực thể tiến hóa khác nhau. Cụ thể, các tác giả phân tích sự khác biệt về kiểu hình và di truyền bằng cách lấy mẫu một số cá thể từ các quần thể khác nhau của cá chó châu Âu. Họ đã thử nghiệm các khác biệt thống kê về biểu hiện chung của các mẫu da và các đặc trưng định lượng, như số lượng vảy ở đường bên. Họ đã áp dụng phương pháp tiếp cận hợp nhất đối với phát sinh chủng loài mtADN và đánh giá mức độ pha trộn lịch sử, thử nghiệm các khác biệt di truyền tổng thể từ tính đa hình của chiều dài đoạn khuếch đại (AFLP).
Các tác giả đề nghị ngừng nuôi cá chó ở miền nam châu Âu với cá giống là cá chó phương bắc du nhập từ các nước châu Âu khác, vì điều này có thể tác động đáng kể tới sự sinh tồn của loài mới được phát hiện này trong phạm vi bản địa của nó.